# 2023年孟加拉国登革热疫情
2023年孟加拉国登革热疫情是孟加拉國境內出現的登革热疫情。疫情始於2023年夏季（4月至5月），在季风季節（7月至8月）期間蔓延。達卡是受疫情影響最嚴重的地區，該國超過一半的病例報告來自達卡。8月14日，達卡以外的住院人數首次超過了達卡的住院人數。截至2023年10月8日，此次疫情已導致22萬3564人住院，1086人死亡。